# The Iceman (film)
The Iceman er en amerikansk thriller fra 2012  instrueret af Ariel Vromen og baseret på den berygtede mafia hitman Richard Kuklinskis liv. Den blev udgivet i 2012 på Venedig Film Festival og er med stjernerne Michael Shannon, Winona Ryder, Chris Evans og Ray Liotta.
The Iceman screenet ved 2012 Telluride Film Festival og 2012 Toronto International Film Festival før blev den vist et begrænset antal af biograferne i USA den 3. maj 2013. Der blev udvidet med flere biografer i USA den 17. maj.

## Plot
Den sande historie om Kuklinski, den berygtede lejemorder, og familiefar. Der endelig blev anholdt i 1986, hverken hans kone eller døtre havde nogen anelse om hans virkelige profession.

## Medvirkende
- Michael Shannon som Richard Kuklinski[4]
- Winona Ryder som  Deborah Kuklinski
- Chris Evans som  Robert 'Mr. Freezy' Pronge[5]
- Ray Liotta som  Roy DeMeo[4]
- James Franco som  Marty Freeman
- David Schwimmer som Josh Rosenthal
- Stephen Dorff som Joseph Kuklinski
- Erin Cummings som Ellen
- Robert Davi som Leonard Marks
- Weronika Rosati som Livi
- John Ventimiglia som Mickey Scicoli
- Christa Campbell som Adele
- Jay Giannone som Dominick Provenzano
- Vincent Fuentes som JC

## References
1. ↑  "THE ICEMAN (15)". British Board of Film Classification. 2013-04-05. Hentet 2013-05-27.
2. ↑  The Iceman – Box Office Mojo
3. ↑  "39th Telluride Film Festival Program guide" (PDF). Arkiveret fra originalen (PDF) 27. september 2013. Hentet 1. juli 2013.
4. 1 2  Newman, Nick (2011-01-21). "Shannon, Franco and Del Toro to Star in ‘The Iceman’" Arkiveret 26. januar 2011 hos  Wayback Machine. TheFilmStage.com. Retrieved 2011-07-06.
5. ↑  Fleming, Mike (2011-11-21). "Chris Evans Replacing James Franco In 'The Iceman'". "Deadline.com". Retrieved 2011-11-21.

## Eksterne Henvisninger
- The Iceman på Internet Movie Database (engelsk)
- The Iceman på Filmdatabasen
- The Iceman på Scope
- The Iceman i Svensk Filmdatabas (svensk)
- The Iceman på AlloCiné (fransk)
- The Iceman på AllMovie (engelsk)
- The Iceman hos American Film Institute (engelsk)
- The Iceman på Turner Classic Movies (engelsk)
- The Iceman på The Movie Database (engelsk)
- The Iceman på Rotten Tomatoes (engelsk)